# Ceheng
Ceheng (en chino, 册亨; pinyin, Cèhēng, léase Dce-Jeng) es un condado bajo la administración directa de la Prefectura Qianxinan en la Provincia de Guizhou, República Popular China.  Su área es de 2596 km² y su población total para 2010 superó los 190 mil habitantes.

## Administración
Desde julio de 2020, el  condado Ceheng se divide en 13 pueblos que se administran en 3 subdistritos,   9 poblados y 1 villa.